# Ramal G6 del Ferrocarril Belgrano
El Ramal G6 pertenece al Ferrocarril General Belgrano, Argentina. Se encuentra en estado de abandono en su totalidad, no posee servicios de ningún tipo.

## Ubicación
Se halla enteramente en la provincia de Buenos Aires, atravesando los partidos de Pergamino, Rojas, General Arenales y Leandro N. Alem.

## Historia
El ramal fue construido por la Compañía General de Ferrocarriles en la Provincia de Buenos Aires en 1910, abriéndose a los servicios el 5 de diciembre de ese mismo año. Con la nacionalización de 1950, pasó a formar parte del Ferrocarril General Belgrano. El 28 de octubre de 1961 empezaron a cesar sus servicios. Ello como parte de las "medidas" aconsejadas a Argentina por el Fondo Monetario Internacional, y dentro del que fue denominado "Plan Larkin".

## Características
Es un ramal secundario de la red de Ferrocarril de vía estrecha, cuya extensión es de 122 km entre las cabeceras Pergamino y Vedia.